# Ердељска митрополија
Ердељска митрополија (рум. Mitropolia Ardealului) је митрополија Румунске православне цркве. Седиште митрополије је у Сибињу где се налази Митрополитска саборна црква.

## Историја
Прва митрополија у Трансилванији основана је у другој половини 16. века. Седиште митрополије било је у Алби Јулуји, а први митрополит је био Ефтимије. Крајем 17. века престала је да постоји преласком митополита Атанасија Ангела и дела свештенства и верника у католичку цркву. Православна митрополија је поново успостављена тек 1864. године са седиштем у Сибињу, а први митрополит је био Андреј Шагуна.
23. априла 1919. године, Ердељска митрополија се ујединила са Светим синодом Угровлашке митрополије и од тада постала саставни део Румунске православне цркве која је 1925. уздигнута у ранг патријаршије. 1947. године, западне епархије Ердељске митрополије су одвојене формирањем Банатске митрополије.
Од северних и централних епархија митрополије, 4. новембра 2005. године, формирана је посебна Митрополија клушка, албска, кришанска и марамурешка. Одлуком Светог синода Румунске православне цркве донете на заседању 16—17. фебруара 2012. године, Ердељској митрополији су потчињене Архиепископија албајулијска, Епархија великоварадинска и Епархија девска и хунедоарска.

## Митрополити
Ердељски митрополити од поновног успостављања митрополије 1864. били су:
- Андреј Шагуна (1846—1873)
- Прокопије Ивачковић (1873—1874)
- Мирон Романул (1874—1898)
- Јоан Мецијану (1899—1916)
- Василе Мангра (1916—1918)
- Николаје Балан (1920—1955)
- Јустин Моисеску (1956—1957)
- Николаје Колан (1957—1967)
- Николаје Младин (1967—1981)
- Антоније Пламадеала (1982—2005)
- Лауренцију Стреза (2005—)

## Епархије
Ердељска митрополија се састоји из две архиепископије и три епархије.
| Слика | Назив епархије                   | Румунски назив | Седиште        | Архијереј           |
| ----- | -------------------------------- | -------------- | -------------- | ------------------- |
|       | Архиепископија сибињска          |                | Сибињ          | Лауренцију (Стреза) |
|       | Архиепископија албајулијска      |                | Алба Јулија    | Иринеу (Поп)        |
|       | Епархија великоварадинска        |                | Велики Варадин | Софроније (Дринчек) |
|       | Епархија коваснанска и харгитска |                | Мијеркуреа Чук | Андреј (Молдован)   |
|       | Епархија девска и хунедоарска    |                | Дева           | Нестор (Динкуљана)  |